# Sandalfoot Cove
Sandalfoot Cove fue un lugar designado por el censo ubicado en el condado de Palm Beach en el estado estadounidense de Florida. En el Censo de 2000 tenía una población de 16 582 habitantes y una densidad poblacional de 2.134,12 personas por km².

## Geografía
Sandalfoot Cove se encuentra ubicado en las coordenadas 26°20′20″N 80°11′7″O / 26.33889, -80.18528. Según la Oficina del Censo de los Estados Unidos, Sandalfoot Cove tiene una superficie total de 7.77 km², de la cual 7.77 km² corresponden a tierra firme y (0%) 0 km² es agua.

## Demografía
Según el censo de 2000, había 16 582 personas residiendo en Sandalfoot Cove. La densidad de población era de 2.134,12 hab./km². De los 16.582 habitantes, Sandalfoot Cove estaba compuesto por el 87.21%% blancos, el 3.96%% eran afroamericanos, el 0.15%% eran amerindios, el 2.97%% eran asiáticos, el 0.05%% eran isleños del Pacífico, el 3.29%% eran de otras razas y el 2.37%% pertenecían a dos o más razas. Del total de la población el 14.46%% eran hispanos o latinos de cualquier raza.